# هداد (حجة)

تعديل مصدري - تعديل

هداد هي إحدى قرى عزلة النفيش بمديرية حجة التابعة لمحافظة حجة، بلغ تعداد سكانها 170 نسمة حسب تعداد اليمن لعام 2004.